# Azinheira dos Barros e São Mamede do Sádão
Azinheira dos Barros e São Mamede do Sádão is een plaats (freguesia) in de Portugese gemeente Grândola en telt 908 inwoners (2001).